# Francisco João Cabral Canziani
Francisco João Cabral Canziani (Imbituva, 16 de setembro de 1917) é um químico e político brasileiro.

## Vida
Filho de Francisco Evaristo Canziani e de Octicília Cabral Canziani, diplomou-se em química na Universidade Federal do Paraná, em 1940.

## Carreira
Foi deputado à Assembleia Legislativa de Santa Catarina na 6ª legislatura (1967 — 1971), como suplente convocado, eleito pela Aliança Renovadora Nacional (ARENA).